# Penchard
Pour les articles homonymes, voir Marie-Luce Penchard.
Penchard est une commune française située dans le département de Seine-et-Marne en région Île-de-France.

## Géographie

### Localisation
Le village est situé à 4 km au nord de Meaux.

### Communes limitrophes
| Monthyon               |          | Barcy           |
|                        | Penchard | Chambry         |
| Chauconin-Neufmontiers |          | Crégy-lès-Meaux |

### Géologie et relief
La commune est classée en zone de sismicité 1, correspondant à une sismicité très faible.

### Hydrographie

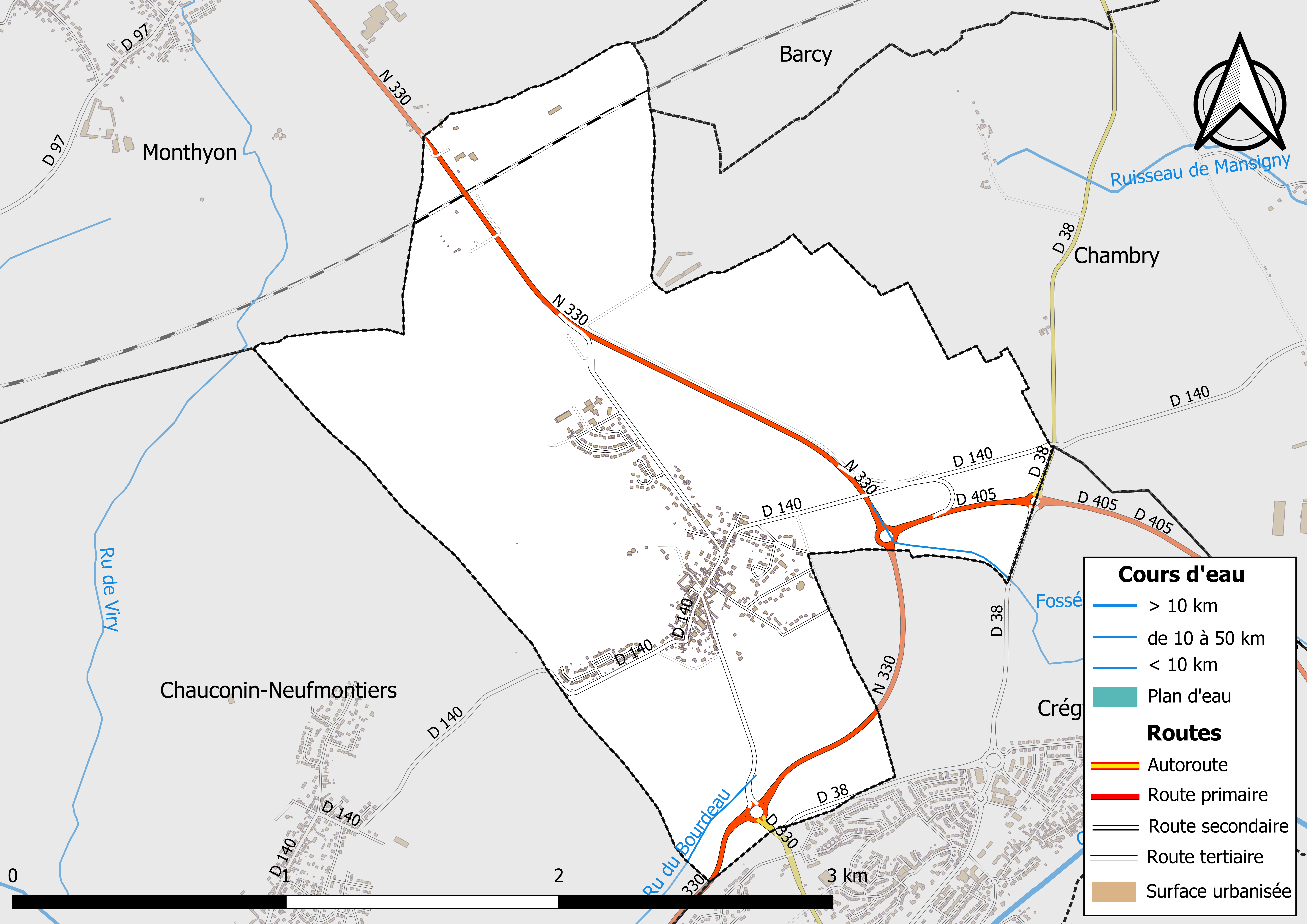
Carte des réseaux hydrographique et routier de Penchard.

Le réseau hydrographique de la commune se compose de deux cours d'eau référencés :
- le fossé 01 de Dampleger, 3,63 km[2], affluent du ruisseau de Mansigny ;
- le ru du Bourdeau, long de 2,21 km[3], affluent du ruisseau de Rutel.

La longueur totale des cours d'eau sur la commune est de 1,05 km.

### Climat
Pour des articles plus généraux, voir Climat de l'Île-de-France et Climat de Seine-et-Marne.
En 2010, le climat de la commune est de type climat océanique dégradé des plaines du Centre et du Nord, selon une étude du CNRS s'appuyant sur une série de données couvrant la période 1971-2000. En 2020, Météo-France publie une typologie des climats de la France métropolitaine dans laquelle la commune est exposée à un climat océanique altéré et est dans la région climatique Nord-est du bassin Parisien, caractérisée par un ensoleillement médiocre, une pluviométrie moyenne régulièrement répartie au cours de l’année et un hiver froid (3 °C).
Pour la période 1971-2000, la température annuelle moyenne est de 10,8 °C, avec une amplitude thermique annuelle de 15,1 °C. Le cumul annuel moyen de précipitations est de 729 mm, avec 11,1 jours de précipitations en janvier et 8,1 jours en juillet. Pour la période 1991-2020, la température moyenne annuelle observée sur la station météorologique la plus proche, située sur la commune de Changis-sur-Marne à 12 km à vol d'oiseau, est de 11,9 °C et le cumul annuel moyen de précipitations est de 710,1 mm,. Pour l'avenir, les paramètres climatiques de la commune estimés pour 2050 selon différents scénarios d'émission de gaz à effet de serre sont consultables sur un site dédié publié par Météo-France en novembre 2022.

### Transports en commun
- Réseau de bus Roissy Est ;
- Réseau de bus Meaux et Ourcq.

### Milieux naturels et biodiversité
Aucun espace naturel présentant un intérêt patrimonial n'est recensé sur la commune dans l'inventaire national du patrimoine naturel,,.

## Urbanisme

### Typologie
Au 1er janvier 2024, Penchard est catégorisée ceinture urbaine, selon la nouvelle grille communale de densité à sept niveaux définie par l'Insee en 2022.
Elle est située hors unité urbaine. Par ailleurs la commune fait partie de l'aire d'attraction de Paris, dont elle est une commune de la couronne,. Cette aire regroupe 1 929 communes,.

### Lieux-dits et écarts
La commune compte 38 lieux-dits administratifs répertoriés consultables ici dont butte et bois de Penchard.

### Occupation des sols
L'occupation des sols de la commune, telle qu'elle ressort de la base de données européenne d’occupation biophysique des sols Corine Land Cover (CLC), est marquée par l'importance des territoires agricoles (68,4 % en 2018), en augmentation par rapport à 1990 (67,6 %). La répartition détaillée en 2018 est la suivante : 
terres arables (68,4% ), forêts (17,6% ), zones urbanisées (11,4% ), zones industrielles ou commerciales et réseaux de communication (2,6 %).
Parallèlement, L'Institut Paris Région, agence d'urbanisme de la région Île-de-France, a mis en place un inventaire numérique de l'occupation du sol de l'Île-de-France, dénommé le MOS (Mode d'occupation du sol), actualisé régulièrement depuis sa première édition en 1982. Réalisé à partir de photos aériennes, le Mos distingue les espaces naturels, agricoles et forestiers mais aussi les espaces urbains (habitat, infrastructures, équipements, activités économiques, etc.) selon une classification pouvant aller jusqu'à 81 postes, différente de celle de Corine Land Cover,,. L'Institut met également à disposition des outils permettant de visualiser par photo aérienne l'évolution de l'occupation des sols de la commune entre 1949 et 2018.

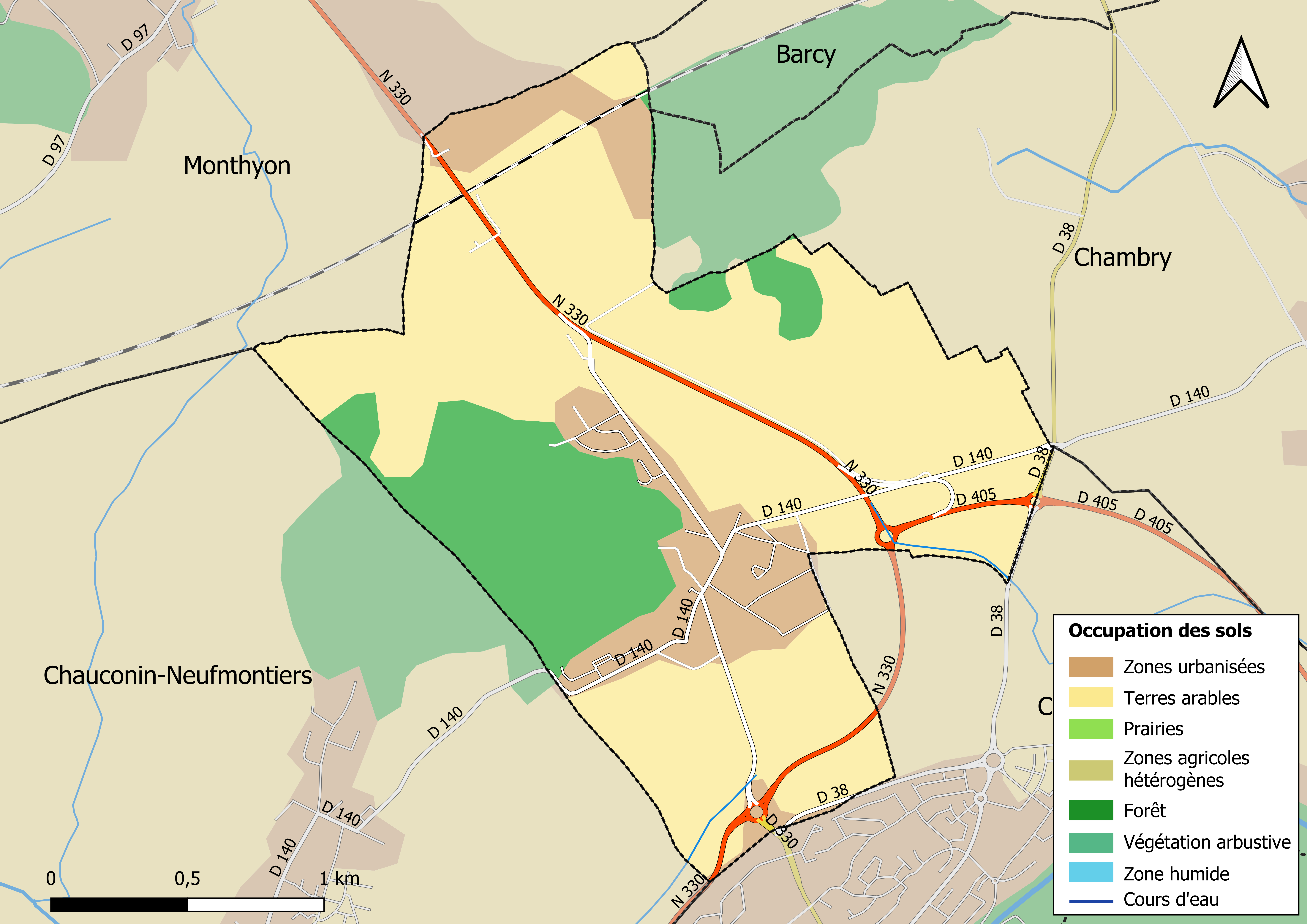
Carte des infrastructures et de l'occupation des sols en 2018 (CLC) de la commune.
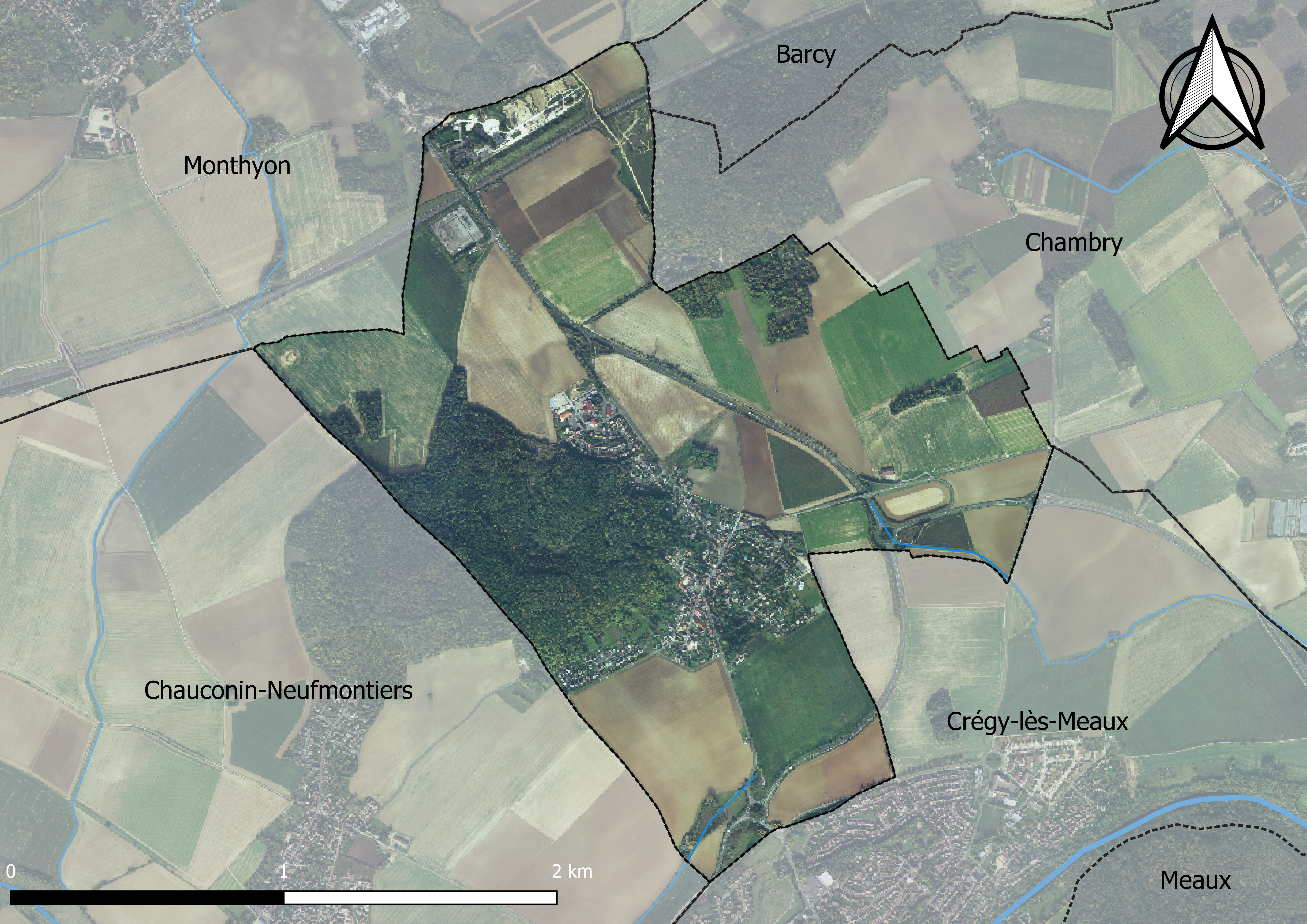
Carte orhophotogrammétrique de la commune.

### Planification
La commune, en 2019, avait engagé l'élaboration d'un plan local d'urbanisme.

### Logement
En 2017, le nombre total de logements dans la commune était de 416 dont 88,5 % de maisons (maisons de ville, corps de ferme, pavillons, etc.) et 11,3 % d'appartements.
Parmi ces logements, 95,9 % étaient des résidences principales, 1,5 % des résidences secondaires et 2,7 % des logements vacants.
La part des ménages fiscaux propriétaires de leur résidence principale s'élevait à 82,9 % contre 16 % de locataires et 1 % logés gratuitement.

## Toponymie
Le nom de la localité est mentionné sous les formes Penchat en 1217 ; Penchat en 1249 ; Pocher et Pinchar en 1265 ; Territorium de Penchato en 1414 ; Panchart en 1674 ; Panchard au XVIIIe siècle.
Penchard vient du vieux français penchat (en  1217), qui évoque un « champ en pente ».

## Histoire
Petit village typique de Seine-et-Marne. C'est en 1217 qu'on trouve pour la première fois la trace de Penchard sous l'orthographe Penchat. En 1771, l'église Saint-Nicolas est une succursale de Neufmontiers où l'évêque de Meaux nomme un vicaire amovible.
En 1829, la population est de 390 habitants. Son territoire est en terres labourables, en bois et en vignes.
Il s'y trouve cinq carrières de pierres à plâtre appartenant à messieurs Masson fils, Honoré Masson, Vion, Vincent et Duriquet. Il y a aussi des fours à plâtre.
En 1876, il y a 380 habitants, puis 360 en 1900 au début du siècle précédent. On y trouve les commerces suivants : trois auberges et débitants de vins dont un est aussi hôtelier, et un autre épicier, mercier, marchand de tabac, deux bouchers, un boulanger, un charcutier, un charron, un coiffeur, une épicière, marchande de faïences, une épicière mercière, un grainetier, deux pressureurs, un marchand de terre de bruyère, un marchand de veaux. Il y a une société de secours mutuel : la Saint Jean dont M. Blas est président. À partir de 1913, cette société de secours mutuel s'appelle La Fraternelle. M. Blas en sera président jusqu'en 1930.

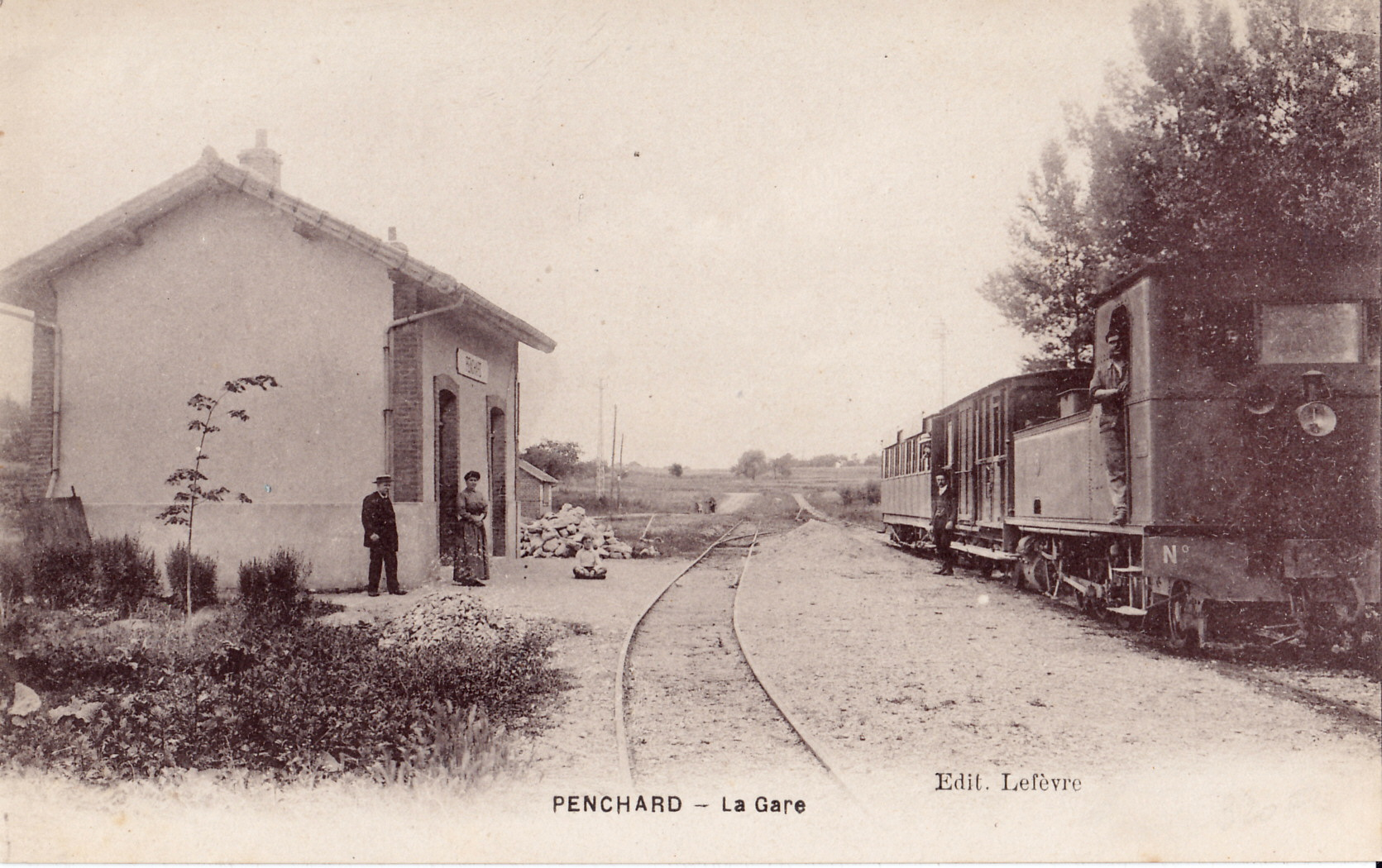
Le bourg était desservi par le tramway de Meaux à Dammartin, une ligne de chemin de fer secondaire départementale, qui circula de 1911 à 1938.
On voit ici une rame en gare de Penchard vers 1912-1914.

Penchard est surtout connu pour son rôle dans les premiers jours de la bataille de la Marne, lors de la Première Guerre mondiale.
Le 2 septembre 1914, les Allemands sont aux portes de Meaux, un dernier effort doit les amener à Paris, que le gouvernement vient d'évacuer. Devant eux, l'armée française épuisée recule presque sans arrêt depuis le début du conflit. Mais les Allemands idéalement placés au nord (sud de l'Oise) décident d'encercler le gros des troupes françaises et descendent le long de l'actuelle RN 330 pour prendre en étau Paris et les troupes qui y sont retranchées. Ils prêtent ainsi leur flanc droit à la garnison de Paris, et particulièrement la 6e armée du général Maunoury. Maunoury attaque le 5 septembre 1914 sur la ligne de l'Ourcq, avec pour objectif principal les hauteurs boisées de Monthyon et Penchard, sur lesquelles les Allemands disposent de positions d'artillerie et de postes d'observation idéalement placés.
La brigade marocaine attaque sur Penchard, et au prix de lourdes pertes parvient à s'établir dans le village vers midi. Les Marocains ont progressé au corps à corps dans les vergers et les jardins, perdant près de 1200 combattants. La position sera abandonnée dans la soirée, car l'attaque de la 55e division ayant échoué sur la colline de Monthyon, Penchard reste sous le feu de l'artillerie allemande qui y est positionnée. Les forces allemandes évacueront le village dans la nuit, et jugeant leur position trop exposée se replieront sur Chambry. C'est le début du retournement de l'armée française, qui trouvera les ressources pour repousser les armées allemandes au-delà de la Marne, où commencera la guerre de tranchées.
À noter que c'est non loin de la butte de Penchard que le poète Charles Péguy a trouvé la mort, en lançant un assaut sur Monthyon.

## Politique et administration

### Liste des maires
| Période                                  | Période  | Identité       | Étiquette | Qualité                                |
| ---------------------------------------- | -------- | -------------- | --------- | -------------------------------------- |
| Les données manquantes sont à compléter. |          |                |           |                                        |
| 2001                                     | mai 2020 | Anna Dumaine   |           |                                        |
| mai 2020                                 | En cours | Marc Rouquette | SE        | Ingénieur avion à l’aéroport de Roissy |

### Tendances politiques et résultats
| Scrutin             | Scrutin             | 1er tour | 1er tour | 1er tour | 1er tour | 1er tour  | 1er tour | 1er tour | 1er tour | 1er tour | 1er tour | 1er tour | 1er tour | 2d tour | 2d tour | 2d tour | 2d tour | 2d tour | 2d tour |
| Scrutin             | Scrutin             | 1er      | 1er      | %        | 2e       | 2e        | %        | 3e       | 3e       | %        | 4e       | 4e       | %        | 1er     | 1er     | %       | 2e      | 2e      | %       |
| ------------------- | ------------------- | -------- | -------- | -------- | -------- | --------- | -------- | -------- | -------- | -------- | -------- | -------- | -------- | ------- | ------- | ------- | ------- | ------- | ------- |
| Présidentielle 2017 | Présidentielle 2017 |          | FN       | 32,30    |          | EM        | 22,11    |          | LR       | 16,06    |          | LFI      | 11,57    |         | EM      | 57,80   |         | FN      | 42,20   |
| Présidentielle 2022 | Présidentielle 2022 |          | RN       | 37,73    |          | LREM      | 21,54    |          | LFI      | 17,36    |          | REC      | 5,34     |         | RN      | 55,84   |         | LREM    | 44,16   |
| Législatives 2022   | 6e                  |          | RN       | 32,68    |          | LFI-Nupes | 21,97    |          | Agir-Ens | 20,28    |          | LR       | 12,39    |         | RN      | 57,05   |         | LFI     | 42,95   |
| Législatives 2024   | 6e                  |          | RN       | 45,18    |          | LR        | 28,92    |          | LFI-NFP  | 22,68    |          | LO       | 3,21     |         | RN      | 58,92   |         | LFI     | 41,08   |

## Équipements et services

### Eau et assainissement
L’organisation de la distribution de l’eau potable, de la collecte et du traitement des eaux usées et pluviales relève des communes. La loi NOTRe de 2015 a accru le rôle des EPCI à fiscalité propre en leur transférant cette compétence. Ce transfert devait en principe être effectif au 1er janvier 2020, mais la loi Ferrand-Fesneau du 3 août 2018 a introduit la possibilité d’un report de ce transfert au 1er janvier 2026,.

#### Assainissement des eaux usées
En 2020, la gestion du service d'assainissement collectif de la commune de Penchard est assurée par  le CA du Pays de Meaux (CAPM) pour la collecte, le transport et la dépollution,,.
L’assainissement non collectif (ANC) désigne les installations individuelles de traitement des eaux domestiques qui ne sont pas desservies par un réseau public de collecte des eaux usées et qui doivent en conséquence traiter elles-mêmes leurs eaux usées avant de les rejeter dans le milieu naturel. La communauté de communes Val Briard (CCVB) assure pour le compte de la commune le service public d'assainissement non collectif (SPANC), qui a pour mission de vérifier la bonne exécution des travaux de réalisation et de réhabilitation, ainsi que le bon fonctionnement et l’entretien des installations,.

#### Eau potable
En 2020, l'alimentation en eau potable est assurée par la commune qui en a délégué la gestion à une entreprise privée, dont le contrat expire le 31 décembre 2024,,.
Les nappes de Beauce et du Champigny sont classées en zone de répartition des eaux (ZRE), signifiant un déséquilibre entre les besoins en eau et la ressource disponible. Le changement climatique est susceptible d’aggraver ce déséquilibre. Ainsi afin de renforcer la garantie d’une distribution d’une eau de qualité en permanence sur le territoire du département, le troisième Plan départemental de l’eau signé, le 3 octobre 2017, contient un plan d’actions afin d’assurer avec priorisation la sécurisation de l’alimentation en eau potable des Seine-et-Marnais. A cette fin a été préparé et publié en décembre 2020 un schéma départemental d’alimentation en eau potable de secours dans lequel huit secteurs prioritaires sont définis. La commune fait partie du secteur Meaux.

## Population et société

### Démographie
L'évolution du nombre d'habitants est connue à travers les recensements de la population effectués dans la commune depuis 1793. Pour les communes de moins de 10 000 habitants, une enquête de recensement portant sur toute la population est réalisée tous les cinq ans, les populations de référence des années intermédiaires étant quant à elles estimées par interpolation ou extrapolation. Pour la commune, le premier recensement exhaustif entrant dans le cadre du nouveau dispositif a été réalisé en 2005.

En 2022, la commune comptait 1 357 habitants, en évolution de +25,07 % par rapport à 2016 (Seine-et-Marne : +3,92 %, France hors Mayotte : +2,11 %).
| 1793 | 1800 | 1806 | 1821 | 1831 | 1836 | 1841 | 1846 | 1851 |
| ---- | ---- | ---- | ---- | ---- | ---- | ---- | ---- | ---- |
| 307  | 335  | 371  | 368  | 360  | 357  | 386  | 386  | 376  |

| 1856 | 1861 | 1866 | 1872 | 1876 | 1881 | 1886 | 1891 | 1896 |
| ---- | ---- | ---- | ---- | ---- | ---- | ---- | ---- | ---- |
| 328  | 357  | 375  | 381  | 380  | 379  | 375  | 403  | 360  |

| 1901 | 1906 | 1911 | 1921 | 1926 | 1931 | 1936 | 1946 | 1954 |
| ---- | ---- | ---- | ---- | ---- | ---- | ---- | ---- | ---- |
| 332  | 342  | 344  | 318  | 360  | 411  | 418  | 353  | 370  |

| 1962 | 1968 | 1975 | 1982 | 1990 | 1999 | 2005 | 2006  | 2010  |
| ---- | ---- | ---- | ---- | ---- | ---- | ---- | ----- | ----- |
| 356  | 371  | 623  | 751  | 773  | 799  | 975  | 1 007 | 1 037 |

| 2015  | 2020  | 2022  | - | - | - | - | - | - |
| ----- | ----- | ----- | - | - | - | - | - | - |
| 1 081 | 1 340 | 1 357 | - | - | - | - | - | - |

## Économie
- Exploitations agricoles.

### Secteurs d'activité

#### Agriculture
Penchard est dans la petite région agricole dénommée la « Butte de Damartin », constituée de deux petites enclaves à l'intérieur de la « Goële et Multien », au nord du département. En 2010, l'orientation technico-économique de l'agriculture sur la commune est la culture de céréales et d'oléoprotéagineux (COP).
Si la productivité agricole de la Seine-et-Marne se situe dans le peloton de tête des départements français, le département enregistre un double phénomène de disparition des terres cultivables (près de 2 000 ha par an dans les années 1980, moins dans les années 2000) et de réduction d'environ 30 % du nombre d'agriculteurs dans les années 2010. Cette tendance se retrouve au niveau de la commune où le nombre d’exploitations est passé de 5 en 1988 à 1 en 2010. Parallèlement, la taille de ces exploitations augmente, passant de 49 ha en 1988 à 205 ha en 2010.
Le tableau ci-dessous présente les principales caractéristiques des exploitations agricoles de Penchard, observées sur une période de 22 ans : 
|                                      | 1988 | 2000 | 2010 |
| ------------------------------------ | ---- | ---- | ---- |
| Dimension économique,                |      |      |      |
| Nombre d’exploitations (u)           | 5    | 1    | 1    |
| Travail (UTA)                        | 4    | 1    | 2    |
| Surface agricole utilisée (ha)       | 246  | 171  | 205  |
| Cultures                             |      |      |      |
| Terres labourables (ha)              | 245  | s    | s    |
| Céréales (ha)                        | 168  | s    | s    |
| dont blé tendre (ha)                 | 111  | s    | s    |
| dont maïs-grain et maïs-semence (ha) | 48   |      |      |
| Tournesol (ha)                       | 0    |      |      |
| Colza et navette (ha)                | 20   |      | s    |
| Élevage                              |      |      |      |
| Cheptel (UGBTA)                      | 2    | 0    | 0    |

## Culture locale et patrimoine

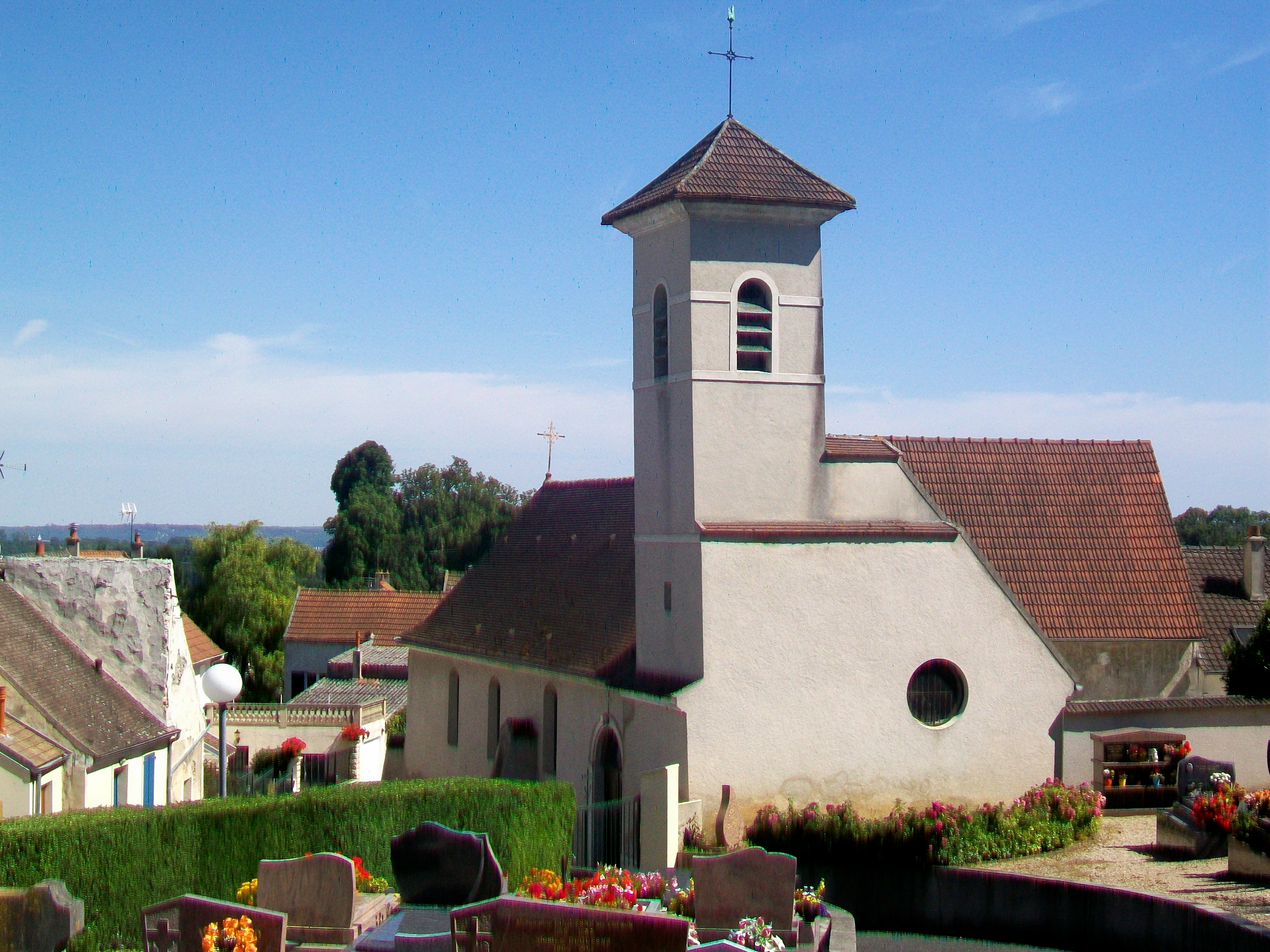
L'église Saint-Nicolas.

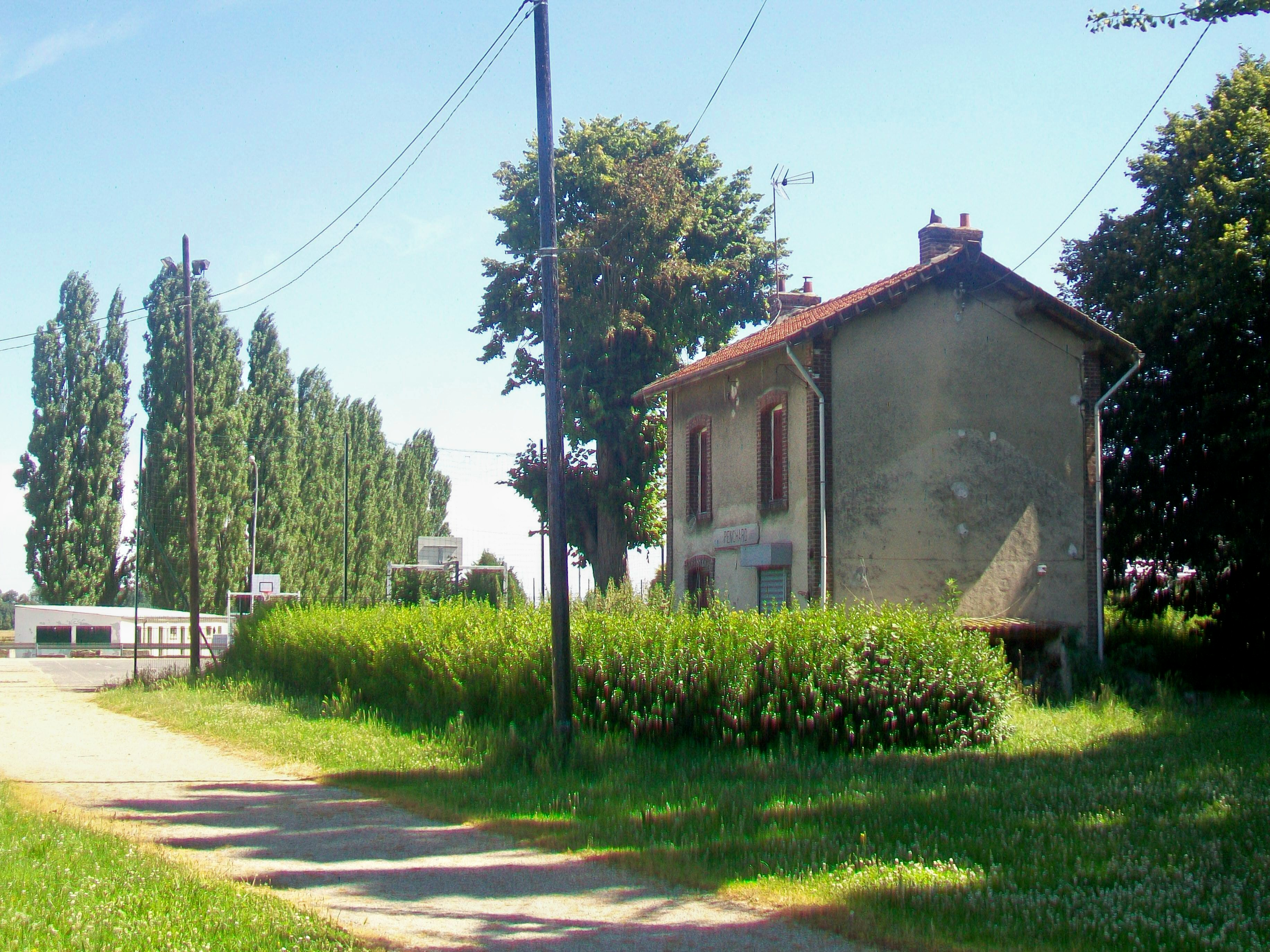
Ancienne gare de Penchard.

### Lieux et monuments
- Église Saint-Nicolas, XIXe siècle.
- L'ancienne gare de Penchard du tramway de Meaux à Dammartin.
- Passage du sentier de grande randonnée GR 1 reliant Monthyon à Meaux.

### Héraldique
| Blason de Penchard (Seine-et-Marne) | Les armes de la commune se blasonnent ainsi : taillé au premier d'azur à un fer de lance d'or, au second d'azur semé de fleurs de lys aussi d'or, à deux fasces ondées d'argent ; à la barre d'argent chargée de trois gerbes de blé de sinople brochant sur le tout. |